# Ectàsia
L'ectàsia, també anomenada èctasi, és la dilatació o distensió d'una estructura tubular, per causes normals o fisiopatològiques però normalment per aquestes darreres (excepte en les atelèctasis, on l'absència d'èctasi és el problema).

## Condicions específiques
- Bronquièctasi, dilatació crònica dels bronquis.
- Ectàsia ductal mamària, dilatació d'un conducte de la llet. La síndrome d'ectàsia del conducte és un sinònim de la mastitis no puerperal (inflamació no relacionada amb l'embaràs i lactància).[2]
- Ectàsia dural, dilatació del sac dural que envolta la medul·la espinal, generalment a la part inferior de l'esquena.
- Pielectàsia, dilatació d'una part del ronyó, observada amb més freqüència en les ecografies prenatals. Normalment es resol tot sola.
- Ectàsia rete tubular, dilatació de les estructures tubulars dels testicles. Normalment es troba en homes grans.
- Ectàsia corneal (queratocon secundari), protuberància de la còrnia.

Ectàsies vasculars
- En general, qualsevol dilatació anormal d'un vas sanguini, inclosos els aneurismes.
- Ectàsia anulloaòrtica, dilatació de l'aorta. Pot ser associada amb la síndrome de Marfan.[3]
- Dolicoectàsies, afebliment de les artèries, generalment causada per una pressió arterial alta.
- Dolicoectàsies intracranials, dilatació de les artèries dins del cap.
- Ectàsia vascular antral gàstrica, dilatació dels petits vasos sanguinis a la part final de l'estómac.
- Les telangièctasis, petits vasos sanguinis dilatats que es troben a qualsevol part del cos, però que s'observen habitualment a la cara al voltant del nas, les galtes i la barbeta o a les orelles.
- Ectàsia venosa, dilatació de venes o vènules, com ara:
  - Insuficiència venosa crònica, sovint a la cama
  - Ectàsia de la vena jugular que retornen la sang del cap.